# Crypto.com
Crypto.com es una aplicación de intercambio de criptomonedas con sede en Singapur. La aplicación cuenta actualmente con 80 millones de usuarios y 3000 empleados. La criptomoneda oficial de la plataforma es Cronos.

## Historia
La empresa fue fundada inicialmente por Bobby Bao, Gary Or, Kris Marszalek y Rafael Melo en 2016 con el nombre "Monaco". En 2018, la empresa pasó a llamarse Crypto.com tras la compra de un dominio web propiedad del investigador y profesor de criptografía Matt Blaze. Los vendedores de dominios valoraron el dominio entre 5 y 10 millones de dólares estadounidenses.
Crypto.com es operado por Foris DAX Asia, una empresa con sede en Singapur.
En enero de 2022, Crypto.com fue víctima de un hackeo por un total de 15 millones de dólares en Ether robado. Después de que algunos usuarios informaran de una actividad sospechosa en sus cuentas, la empresa puso en pausa las retiradas. Los servicios de retirada se restablecieron más tarde junto con una declaración de la empresa en la que se afirmaba que no se habían perdido fondos de los clientes.

## Patrocinios
Crypto.com tiene notables acuerdos de patrocinio con la Fórmula 1, la Serie A de Italia, la UFC, el Paris Saint-Germain F.C., los Philadelphia 76ers, los Montreal Canadiens, y Water.org. La asociación con Water.org incluyó la firma de su cofundador, el actor Matt Damon, para servir como embajador de la marca Crypto.com.
En noviembre de 2021, la empresa adquirió los derechos de nombre del Staples Center de Los Ángeles, rebautizándolo como Crypto.com Arena en un acuerdo por 20 años valorado en 700 millones de dólares.